# The Home and Home Tour
The Home and Home Tour est une série de concerts aux États-Unis avec pour têtes d'affiche les rappeurs Eminem et Jay-Z. Cette tournée se composa de deux concerts au Comerica Park de Détroit et de deux concerts au Yankee Stadium de New York. Ces deux villes ont été choisies car ce sont les villes d'origine des deux rappeurs, Eminem étant originaire de Détroit tandis que Jay-Z vient de New York. La performance d'Eminem a été diffusée sur la radio Shade 45 que le rappeur de Détroit a créé.

## Présentation

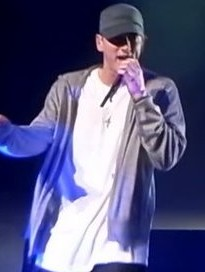
Eminem.

En mai 2010, alors que Jay-Z et Eminem assistaient ensemble à un match de baseball opposant leurs villes respectives, ils eurent l'idée d'organiser une série de concerts dans leurs villes d'origine, dans le stade de baseball des deux villes. À l'origine, deux concerts étaient prévus (un à Détroit et un à New York). Cependant, à la suite de la première journée de vente des billets, plus aucun ticket n'était disponible. Ils décidèrent donc de rajouter deux concerts. Au mois d'août, la participation du rappeur B.o.B fut annoncée pour les premières parties. Le membre du groupe G-Unit, Tony Yayo a par la suite annoncé qu'il participerait à cette "mini-tournée" aux côtés du protégé d'Eminem, 50 Cent. 

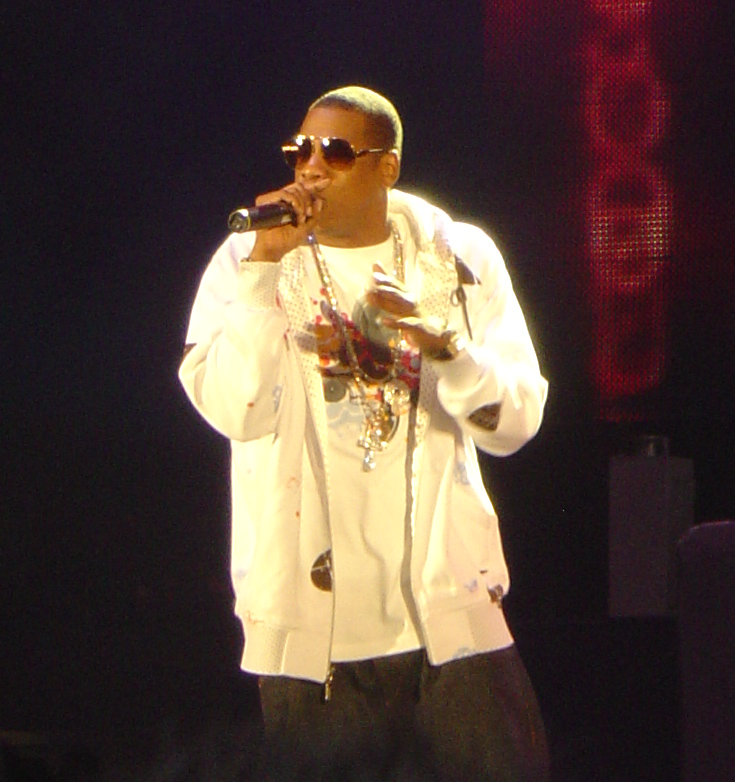
Jay-Z

Le 2 septembre 2010, lors du premier concert à Détroit, les invités de Jay-Z furent Memphis Bleek, Bridget Kelly (en) et Young Jeezy. Eminem fut quant à lui accompagné d'artistes présents sur son label Shady Records. Ces artistes sont: 50 Cent, D12 et The Alchemist. Cela dit, des invités comme Trick-Trick, G-Unit ou Drake prirent part au concert d'Eminem. Le producteur d'Eminem et 50 Cent, Dr. Dre, interpréta quelques chansons avec ses protégés. Il était vêtu d'un T-shirt en hommage à Proof, meilleur ami d'Eminem et ancien membre de D12, assassiné en 2006. Lors du second concert, les mêmes invités prirent part au concert, hormis le rappeur canadien Drake. De nombreuses personnalités assistèrent au concert. C'est le cas de la pop-star Lady Gaga, du réalisateur Shawn Levy, du chanteur Akon et du rappeur Royce da 5'9". Dans la seconde moitié de la tournée, B.o.B et J. Cole furent invités.

## Date et lieux des concerts
| Date              | Ville    | Pays       | Salle          |
| ----------------- | -------- | ---------- | -------------- |
| États-Unis        |          |            |                |
| 2 septembre 2010  | Détroit  | États-Unis | Comerica Park  |
| 3 septembre 2010  | Détroit  | États-Unis | Comerica Park  |
| 13 septembre 2010 | New York | États-Unis | Yankee Stadium |
| 14 septembre 2010 | New York | États-Unis | Yankee Stadium |

## Programme

### Eminem
1. Won't Back Down
2. 3 a.m.
3. Square Dance
4. W.T.P.
5. Kill You
6. Welcome 2 Detroit (avec Trick-Trick)
7. No Love
8. So Bad
9. Cleanin' Out My Closet
10. The Way I Am
11. Fight Music (avec D12)
12. Purple Pills (avec D12)
13. My Band (avec D12)
14. Airplanes (avec B.o.B)
15. Stan
16. Sing for the Moment
17. Like Toy Soldiers
18. Forever (avec Drake)
19. Patiently Waiting (avec 50 Cent)
20. I Get Money (avec G-Unit)
21. Beamer, Benz or Bentley (avec G-Unit)
22. In da Club (avec G-Unit)
23. 'Till I Collapse
24. Cinderella Man
25. Love The Way You Lie
26. My Name Is
27. The Next Episode (avec Dr. Dre)
28. Still D.R.E. (avec Dr. Dre)
29. Nuthin' but a 'G' Thang (avec Dr. Dre)
30. Crack a Bottle (avec Dr. Dre & 50 Cent)
31. The Real Slim Shady
32. Without Me
33. Not Afraid
34. Lose Yourself

### Jay-Z
1. Young Forever
2. Run This Town (avec Kanye West)
3. Power Remix (avec Kanye West)
4. Monster (avec Kanye West)
5. Can't Tell Me Nothing (avec Kanye West)
6. Good Life (avec Kanye West)
7. On to The Next One (avec Swizz Beatz)
8. D.O.A.
9. Free Mason
10. Renegade (avec Eminem)
11. Takeover
12. U Don't Know
13. 99 Problems
14. Nigga What, Nigga Who (Original 99)
15. Big Pimpin'
16. Hard Knock Life (Ghetto Anthem)
17. One More Chance (hommage à The Notorious B.I.G.)
18. Juicy (hommage à The Notorious B.I.G.)
19. A Dream
20. PSA
21. Ain't No Love (avec Chris Martin)
22. Most Kings/Viva la Vida (avec Chris Martin)
23. Miss Me (avec Drake)
24. Light Up (avec Drake)
25. Already Home
26. Empire State of Mind (avec Bridget Kelly (en))
27. Thank You
28. Jigga My Nigga
29. Izzo (H.O.V.A.)
30. The Best of Me
31. Where I'm From
32. Dirt of Your Shoulder
33. I Just Wanna Love U (Give It 2 Me)
34. Numb/Encore